# Klára Cibulková
Klára Cibulková (* 24. července 1975 Znojmo) je česká herečka, tanečnice a zpěvačka.

## Život
Studovala na gymnáziu, poté šla studovat na DAMU, vyučovala ji zde i známá herečka Věra Galatíková. Po absolutoriu nastoupila do souboru CD 94, od roku 2002 působí ve Švandově divadle na Smíchově.
Je známá ze seriálu Ordinace v růžové zahradě 2 jako MUDr. Andrea Blechová, později Hanáková, dále ze seriálu Kriminálka Anděl jako Alena Olšanská. V současnosti je možné ji vidět jako JUDr. Zuzanu Kratochvílovou v seriálu TV Prima Sestřičky.
S manželem a hereckým kolegou Tomášem Pavelkou mají dvě děti, a sice syna Matyáše a dceru Magdalenu.

## Filmografie
- 2024
  - Lovec (televizní seriál)
  - Specialisté (televizní seriál)
- 2023
  - Extraktoři (televizní seriál)
  - Kukačky (televizní seriál)
- 2022
  - Chlap (televizní seriál)
  - Jitřní záře (televizní seriál)
- 2021
  - Třídní schůzka (televizní seriál)
  - Kukačky (televizní seriál)
  - Sestřičky Modrý kód (televizní seriál)
- 2020
  - Sestřičky Modrý kód (televizní seriál)
- 2019
  - Krejzovi (televizní seriál)
- 2014–2018
  - Ordinace v Růžové zahradě (Andrea Hanáková, televizní seriál)
- 2013
  - Cirkus Bukowsky (televizní seriál)
  - Strach
- 2012
  - Gympl s (r)učením omezeným (televizní seriál)
- 2011
  - Smíchov pláče, Brooklyn spí
- 2010
  - Dokonalý svět (televizní seriál)
  - Habermannův mlýn (televizní film)
- 2008–2010
  - Kriminálka Anděl (Alena Olšanská, televizní seriál)
- 2006
  - Swingtime (televizní film)
- 2004
  - Agentura Puzzle: Pohřeb (televizní film)
  - Černí baroni (televizní seriál)
  - Román pro ženy (televizní film)
- 2003
  - Město bez dechu (televizní film)
  - Smrt pedofila (televizní film)
- 2002
  - Lidé z autobusů (televizní film)
- 1995
  - Byl jednou jeden polda (televizní film)
- 1994
  - V erbu lvice

## Divadelní role[4]

### Švandovo Divadlo
- Sen noci svatojánské - Helena
- Oko za oko - Julie
- Hamlet - Gertruda
- Tartuffe - Elmíra
- Měsíc na vsi - Natalija Petrovna
- Ženitba - Agáta
- Strýček Váňa - Jelena
- Casanova v lázních - Flaminie
- Slepice - Alla
- Idioti - Karen
- Vojcek -der romantiker - Marie
- Řemeslníci - Alice
- Úklady a láska - Lady Milford

- Pankrác 45 - Adina Mandlová
- Větrná hůrka - Nelly
- Cry baby cry - Ivona
- Kdo je tady ředitel - Lise

### Divadlo Kalich
- Kočka v oreganu - Emily
- Silnice - matka, vdova, kurva, principálka, jeptiška

### Divadlo Viola
- Scorpios na obzoru - Greta Garbo

### Divadlo na Fidlovačce
- Kouř - Běhalová
- Proč muži neposlouchají a ženy neumí číst v mapách

### Agentura Familie
- Sylvie